# Abílio de Alexandria
Abílio de Alexandria (Avílio no oriente), também chamado de Sabélio ou Mélio, foi o terceiro Patriarca de Alexandria. Seu patriarcado aconteceu entre os anos 83 e 95.
Ele ascendeu ao trono durante o reinado do imperador Domiciano. Na "História Eclesiástica", Eusébio de Cesareia (iii.14)nos conta que, após a morte de Aniano, todos os bispos sufragâneos e padres da região foram para Alexandria onde eles se reuniram com os fiéis (leigos) sobre quem seria o próximo bispo. E elegeram unanimemente Abílio para sucedê-lo, baseado em sua reputação de castidade e conhecimento de Cristo. Ele permaneceu na posição por dezenove anos e oito meses e foi enterrado ao lado de São Marcos na igreja de Bucalis em Alexandria.
Nas "Constituições Apostólicas" (viii.4) está dito que ele (Avilius) foi o segundo bispo de Alexandria e que ele foi ordenado por São Lucas.

## Veneração
É venerado como santo tanto pelas Igrejas Ortodoxas quanto pela Igreja Católica Romana e pela Igreja Copta. Ortodoxos e católicos romanos celebram sua festa em 22 de fevereiro; os coptas a celebram em 29 de março e 29 de agosto.